# Hrabstwo Jefferson (Pensylwania)
Jefferson – hrabstwo w stanie Pensylwania w USA. Populacja liczy 45200 mieszkańców (stan według spisu z 2010 roku).
Powierzchnia hrabstwa to 1702 km² (w tym 6 km² stanowią wody). Gęstość zaludnienia wynosi 26,6 osoby/km².

## Miejscowości

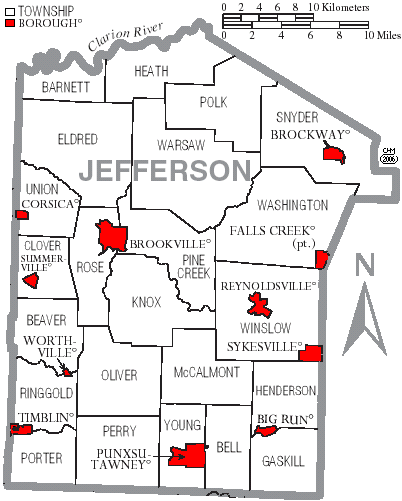
Rozmieszczenie miast i Broughs na mapie hrabstwa

### Boroughs
| - Big Run - Brockway - Brookville - Corsica | - Falls Creek - Punxsutawney - Reynoldsville - Summerville | - Sykesville - Timblin - Worthville |